# Leæther Strip
Leæther Strip ist ein Elektro-Projekt aus Vegger in Dänemark. Es wurde 1988 von Claus Larsen (* 13. November 1967 in Aalborg) gegründet und erlangte insbesondere in Deutschland, Schweden und den USA durch Club-Hits wie Japanese Bodies, Evil Speaks, Don't Tame Your Soul, Leæther Strip Part II und Adrenalin Rush Bekanntheit.

## Geschichte

### 1981–1987: Prä-Leæther-Strip-Ära
Larsen wurde am 13. November 1967 in Aalborg, Dänemark, geboren. Seine ersten Gehversuche in der elektronischen Musik unternahm er bereits als Teenager: 1981 lernte er auf einem Konzert von Twice a Man die Synthie-Pop-Formation The Future kennen, in die ein damaliger Schulkamerad involviert war und die den Support für Twice a Man übernahm. Larsen stieg in die Band ein und setzte sich zunehmend mit der Funktionsweise von Synthesizern auseinander, auf denen er vorzugsweise Synth-Bass-Linien spielte.
Anfang des Jahres 1982 begann Larsen mit dem Schreiben erster eigener Songs. Hierfür nutzte er zunächst einen Moog Prodigy, einen Drumcomputer von Yamaha sowie einen Dualkassettenrekorder. Dieses Equipment erweiterte er Jahre später um einen Commodore 64 und den MIDI-Sequenzer Pro 16 der Firma Steinberg. Weitere Stationen seiner frühen Karriere waren X Protex, Decode, Forbidden Art und West Way. Einzig Decode, die aus dem Projekt The Future hervorgingen, veröffentlichten 1986 eine Single unter dem Titel „Planet of Youth / Amazing Waves“. In der Band, deren Mitglieder schon kurze Zeit nach der Single-Veröffentlichung getrennte Wege gingen, war Larsen unter dem Pseudonym ‚Paw Larsen‘ für Synthesizer und Arrangements zuständig.
Zwei Songs aus den Jahren 1982 und 1984 erschienen 1995 auf der auf 1000 Einheiten limitierten Fanclub-Compilation „Getting Away With Murder: Murders from 1982 to 1995“, einer Raritätensammlung mit Live-, Demo- und unveröffentlichten Studio-Aufnahmen.

### 1988–1993: Gründung und Aufstieg
Leæther Strip wurde am 13. Januar 1988 als Soloprojekt formiert. Es ging aus der Synth-Pop-Gruppe Forbidden Art hervor, in der Larsen drei Jahre lang aktiv war. Beeinflusst wurde er zunächst durch Bands wie Soft Cell, Depeche Mode, Fad Gadget, Kraftwerk, DAF und den zuvor erwähnten Twice a Man. Weitere Inspirationen zog er später aus der Musik von Skinny Puppy, Front Line Assembly, Revolting Cocks, Nitzer Ebb und belgischen EBM-Acts wie à;GRUMH... Den Namen Leæther Strip wählte Larsen hauptsächlich aufgrund seiner Vorliebe für Leder. Eine tiefere, philosophische Bedeutung besitzt er nicht.

„Zuerst dachte ich daran, den Namen Forbidden Art weiter zu benutzen, aber den hatte ich schon drei Jahre lang. Ich wollte einen Namen, der doppeldeutig ist. Strip heißt einerseits die Kleidung ausziehen, andererseits bedeutet Leather Strip auch Lederband. Hinzu kam noch das ‚æ‘, um das Ganze etwas grafisch aufzulockern und um auf den lokalen Ursprung hinzuweisen.“

1989 nahm Larsen innerhalb von drei Monaten ein Demo-Tape auf. Hiervon schickte er zwei Kopien an Play It Again Sam in Belgien und an Music Research, die Mutterfirma der zu dieser Zeit neu gegründeten Labels New Zone und Zoth Ommog. Zoth Ommog nahm Leæther Strip anschließend unter Vertrag. Die erste Single „Japanese Bodies“ wurde im Herbst 1989 veröffentlicht und verkaufte sich innerhalb weniger Monate etwa 5000-mal. 1990 erschien das Debüt-Album „The Pleasure of Penetration“. Es enthält die Hits Leæther Strip Part II und Body - Machine - Body. Sowohl „Japanese Bodies“ als auch „The Pleasure of Penetration“ wurden von Talla 2XLC (Bigod 20) und Ra/Hen (Axodry, Moskwa TV) bereits im Sommer 1989 fertig ko-produziert. Im Spätsommer 1990 erschien die Maxi „Aspects of Aggression“ und im Spätherbst das Mini-Album „Science for the Satanic Citizen“. Beide Veröffentlichungen wurden erstmals ohne den Einfluss Tallas und Ra/Hens in Dänemark produziert. Die anstehende Deutschland-Tour führte Leæther Strip im Oktober des Jahres durch die Kulturfabrik in Kassel („Factory“), das Bochumer Zwischenfall sowie die Frankfurter Batschkapp. Unterstützung am Synthesizer und am Drum Pad erhielt Larsen dabei von Jesper Schmidt, einem Mitglied der Gruppe Psychopomps.
1991 kam die Maxi „Object V“ auf den Markt. Hiervon konnten sich hauptsächlich die Songs Mohawk und Anti US in den Clubs etablieren.
Im Mai 1992 erschien das zweite Album „Solitary Confinement“ mit den Hits Strap Me Down und Evil Speaks. Die auf 1000 Stück limitierte MCD „Yes I’m Limited“, mit Neuaufnahmen früherer Tracks aus der „Japanese Bodies“-/„The Pleasure of Penetration“-Ära, sowie die als Vorgeschmack für das kommende Album „Underneath the Laughter“ gedachte Maxi „Material“, die neben dem Tanzflächenfüller Steal! auch drei nachbearbeitete Aufnahmen eines 1991er Live-Mitschnitts im Kopenhagener Club „Pumpehuset“ enthält, folgten wenige Monate später nach. Ende des Jahres startete die „Confinement Tour“, die Leæther Strip unter anderem drei Wochen lang in Deutschland absolvierte. Unterstützung fand Larsen erneut bei Jesper Schmidt sowie bei Peter Christensen an den Synthesizern. Für den US-Markt publizierte die Plattenfirma Re-constriction Records das Album „Penetrate the Satanic Citizen“, eine Retrospektiv-Kollektion mit ausgewählten Songs der nur in Deutschland erhältlichen Werke.
Im Frühjahr 1993 lud das Label Cleopatra Records Larsen zu Werbe- und Promotionzwecken in die Vereinigten Staaten ein und veröffentlichte eine weitere Retrospektiv-Kollektion unter dem Titel „Fit for Flogging“. Cleopatra wurde zur Lizenzpartnerschaft verpflichtet, wodurch seit 1993 die Alben nun auch regelmäßig in den USA erschienen. Mitte des Jahres verlegte Larsen seinen Wohnsitz von Aalborg nach Vegger. Eine erste Produktion aus dieser Zeit ist der im September auf der Compilation „Zoth in Your Mind“ veröffentlichte Remix von Adrenalin Rush in der „Vegger Version“. Im November folgte das dritte Werk „Underneath the Laughter“, das den vorläufig letzten Hit Don't Tame Your Soul enthält.

### 1994–1997: Stilbruch und Misserfolg
Im Frühjahr 1994 schlug Trent Reznor Leæther Strip vor, den Support für die anstehende „Further Down the Spiral“-Tour von Nine Inch Nails zu übernehmen. Da sich der Support fast ausschließlich auf Konzerte in Deutschland beschränkte und Larsen mit Leæther Strip beabsichtigte, dort selbst als Headliner zu touren, lehnte er das Angebot ab.
Im Juni desselben Jahres erschien das vierte Album „Serenade for the Dead“. Es war ursprünglich als zweiteiliges Werk mit jeweils fünf Songs geplant. Der erste Teil war als Fortführung des für Leæther Strip typischen Elektro-Stils konzipiert worden, während sich der zweite Teil aus soundtrack-artigen Kompositionen zusammensetzen sollte. Inspirationen zog Larsen hierbei aus Splatter- und Horrorfilmen sowie aus der Musik von In the Nursery und Dead Can Dance. Dieses Vorhaben wurde jedoch bald verworfen. Larsen entschied sich hingegen für die Produktion eines „fiktiven Soundtracks“ auf Albumlänge. Den von der Plattenfirma Zoth Ommog unterbreiteten Vorschlag, „Serenade for the Dead“ unter einem anderen Projektnamen zu veröffentlichen, lehnte er ab – ein Entschluss, der sich im Nachhinein als schwerwiegender Fehler entpuppte und sich in einem langjährigen Karriereknick niederschlug.

„Während sich „Underneath the Laughter“ durch Tanzbarkeit und gewohnt eingängigen Sound und wochenlangen Plazierungen in allen Independent-Charts auszeichnete, stellt Claus Larsen mit „Serenade for the Dead“ die bis jetzt heile Leæther-Strip-Welt auf den Kopf.“

Fans und Presse zeigten sich gleichermaßen überrascht und konnten sich mit dem Werk nicht anfreunden. Das Album floppte. Eine für den Spätsommer angesetzte EP unter dem Titel „Invite the Perverted“ wurde verworfen. Lediglich vier der geplanten Songs erschienen auf der MCD „Positive Depression“, mit der Larsen eine Kurskorrektur für die kommenden drei Jahre vollzog: Hierauf kombinierte er den Stil von „Underneath the Laughter“ mit den soundtrack-artigen Klängen von „Serenade for the Dead“ und kehrte auf diese Weise partiell zu den song-orientierten Strukturen der Anfangsphase zurück. Von der Musikpresse wurde dieser Schritt positiv aufgenommen. Die Alben „Legacy of Hate and Lust“ (1995), „The Rebirth of Agony“ (1996) und „Self-inflicted“ (1997) fanden jedoch – nicht zuletzt aufgrund fehlender Club-Hits und mangelnder Bühnenpräsenz – beim Publikum kaum noch Anklang. Die Musikszene hatte sich in der Zwischenzeit deutlich gewandelt. Längst hatten Künstler wie Wumpscut, Suicide Commando, Funker Vogt oder Evils Toy Leæther Strip als eine der Speerspitzen der europäischen Elektro-Bewegung den Rang abgelaufen. Die für 1997 geplante „Self-inflicted“-Tour (zusammen mit In Strict Confidence als Support), für die auch ein Auftritt auf dem Woodstage Summer Open Air vorgesehen war, wurde abgesagt. Eine letzte EP mit Coverversionen von Soft Cell erschien unter dem Titel „Anal Cabaret: A Tribute to Soft Cell“.

„Die letzte Leæther-Strip-Tournee liegt mittlerweile […] acht Jahre zurück und die musikalischen Experimente, […] wie etwa das Instrumentalalbum „Serenade for the Dead“ oder „Legacy of Hate and Lust“, […] brachten nicht die erhoffte und erwartete Akzeptanz in der Szene.“

Nicht zuletzt infolge des Bankrotts der Plattenfirma Zoth Ommog und zunehmender Differenzen zwischen Larsen und dem US-amerikanischen Lizenzpartner Cleopatra Records, die in einem Wechsel zum philadelphianischen Label Metropolis Records gipfelten, blieben das für 1999 unter dem Arbeitstitel „Flatlander“ angekündigte achte Studio-Album und eine EP mit dem Namen „Object Æ“ unveröffentlicht. Aufgrund der daraus resultierenden finanziellen Schwierigkeiten war Larsen gezwungen, einen Großteil seiner Instrumente und der Studio-Einrichtung zu verkaufen. Seit dieser Zeit arbeitet er überwiegend mit Computerprogrammen.

### 2005–2011: Neuanfang

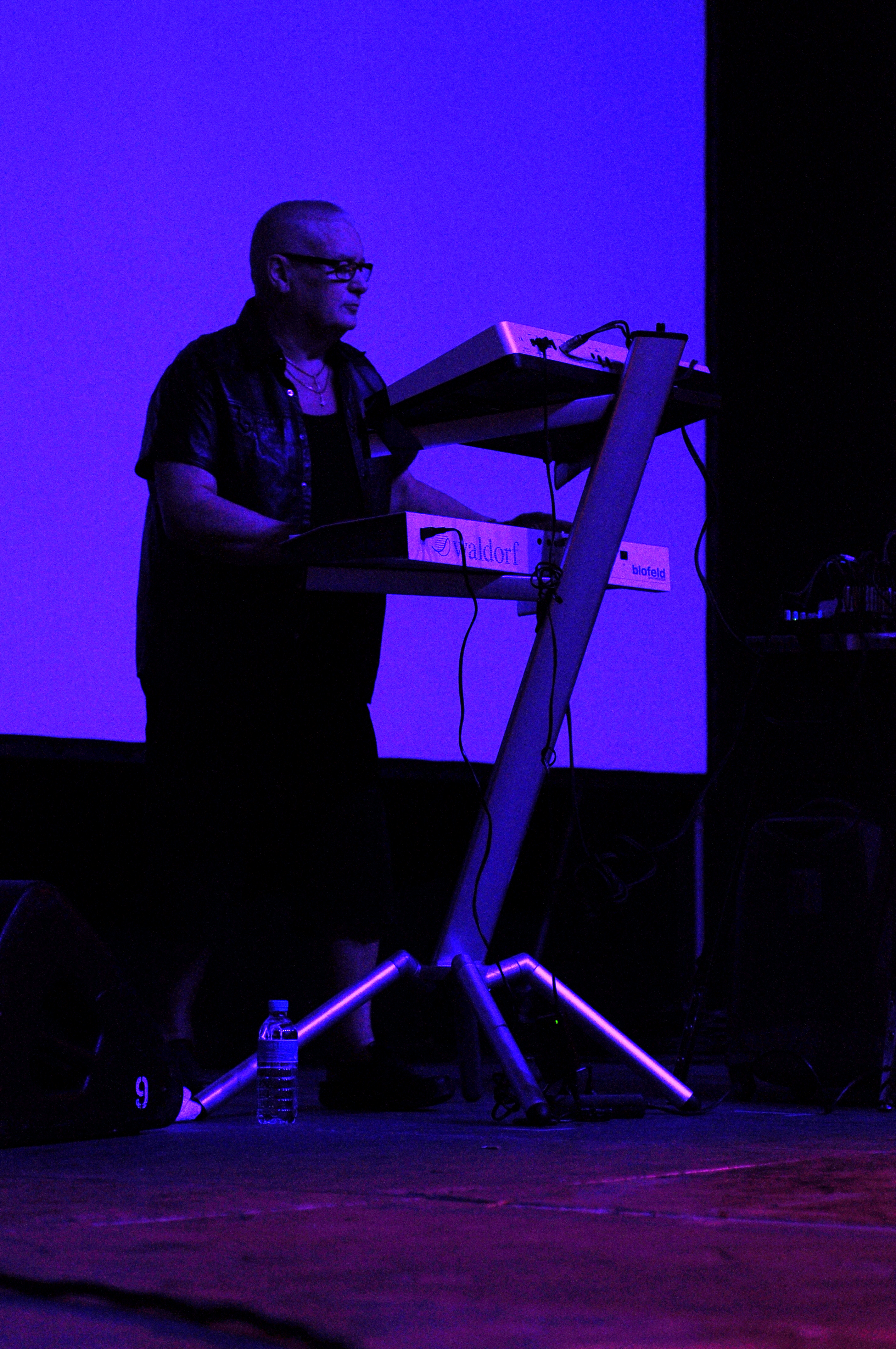
Kurt Grünewald Hansen am Keyboard auf dem E-tropolis Festival 2013

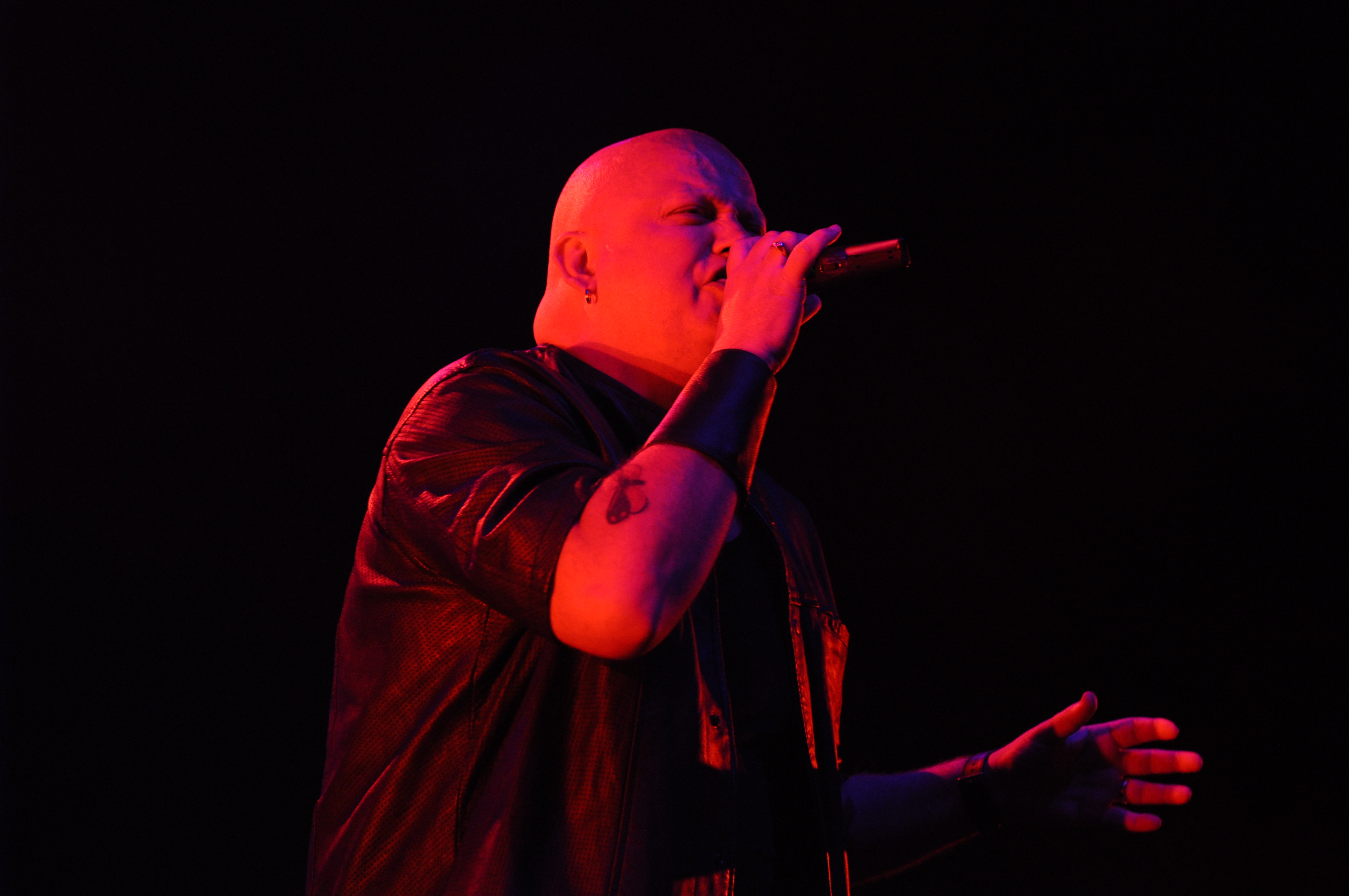
Claus Larsen auf dem E-tropolis Festival 2013

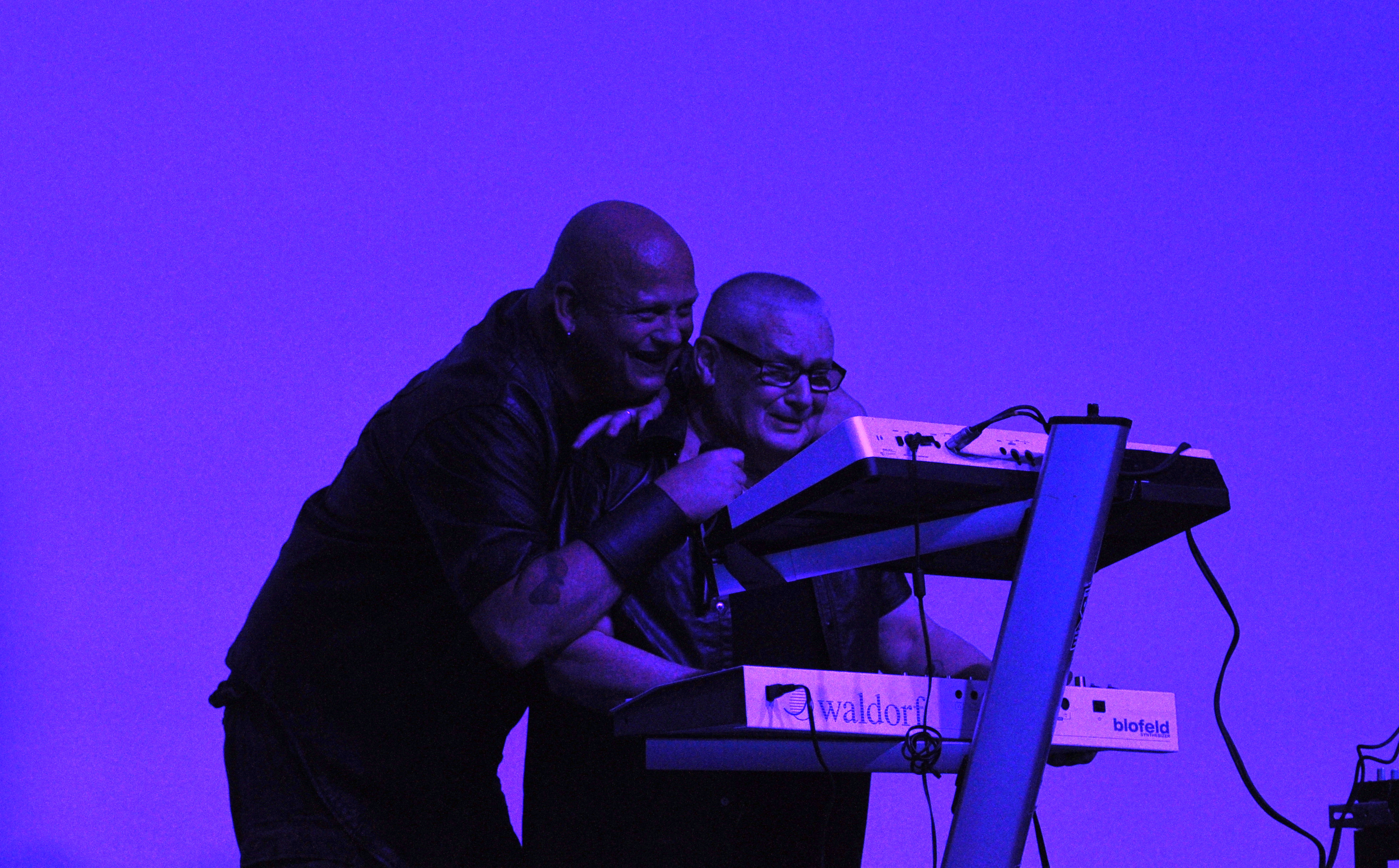
Leæther Strip auf dem E-tropolis Festival 2013

Nachdem in den nachfolgenden sieben Jahren kaum neues Material veröffentlicht wurde – im Jahr 2000 erschien auf dem neu gegründeten Label Bloodline lediglich die Maxi „Carry Me“ mit sechs Versionen des Titeltracks – unterzeichnete Leæther Strip 2005 bei dem belgischen Label Alfa Matrix, bei dem Claus Larsen bis zum Juni 2011 blieb. Seit 2010 begleitete Kurt Grünewald Hansen, der Ehemann Larsens, Leæther Strip als Live-Keyboarder und trat gemeinsam mit Larsen bei mehreren Tourneen und Festivals auf. Hansen begleitete Larsen bereits seit 1994 regelmäßig und verstarb 2020.
Am 3. Juni 2011 gab Claus Larsen die Trennung vom Label Alfa Matrix bekannt und kündigte an, weiteres Material zu veröffentlichen.

## Stil
Die Frühwerke „Japanese Bodies“ und „The Pleasure of Penetration“ waren noch deutlich von konventioneller Electronic Body Music geprägt. Beispielhaft ist hierfür der Song Body - Machine - Body, der mit einfachen, repetitiven Sequenzen und einem klaren, gepressten Gesangsstil aufwartet.
Die Maxi „Aspects of Aggression“ und das wenig später veröffentlichte Mini-Album „Science for the Satanic Citizen“ begründeten Anfang der 1990er den charakteristischen Stil, mit dem Leæther Strip in den kommenden Jahren international Bekanntheit erlangen sollte. Dabei wurden verstärkt Distortion-Effekte und Noise-Elemente eingesetzt, um das Klangbild brutaler erscheinen zu lassen. Tracks wie Satanic Citizen oder das vollständig in Dänisch gesungene Law of Jante verdeutlichen diese Neuerungen am besten. Weitere Veränderungen machten sich beim Gesang bemerkbar, den Larsen durch ein Gitarreneffektgerät elektronisch stark verzerrte. Darüber hinaus baute er zunehmend Strings ein (elektronisch simulierte Streicher), die den Kompositionen einen monumentalen, klassik- bzw. filmmusik-betonten Anstrich verliehen (etwa in Zyclon B). Dieser seinerzeit oft als „Hardcore Electro“ beschriebene Stil wurde schon bald von dem Leæther Strip nahestehenden Projekt Psychopomps aufgegriffen (dessen Werke Claus Larsen teils ko-produzierte) und von zahlreichen nachfolgenden Gruppen übernommen (siehe Abschnitt Bedeutung).

## Bedeutung
Leæther Strip beeinflusste viele nachkommende Elektro-Projekte, wie Wumpscut (Deutschland), Suicide Commando (Belgien), Decoded Feedback (Italien/Kanada), Hocico (Mexiko), Lights of Euphoria (Deutschland), Controlled Fusion (Deutschland), Deus Ex Machina (Mexiko), Aghast View (Brasilien), Chaingun Operate (Finnland), Flesh Field (USA), Painbastard (Deutschland), Second Disease (Deutschland), Din Fiv (USA), Network Access (Deutschland), Grendel (Niederlande) und Ice Ages (Österreich).

„Dass ich einmal andere Bands beeinflusse, hätte ich nie gedacht. Im Prinzip ist mein Status größer als es allgemein gesehen wird. Ich lebe halt abseits in Dänemark. Andere Gruppen sind näher an der Szene dran.“

Besonders die deutsche Formation Wumpscut, deren Musik Larsen kannte und schätzte, galt lange Zeit als ein ebenbürtiger Nachfolger des Leæther-Strip-Sounds.

„Natürlich kenne ich seine Musik. Ich denke, Rudy ist einer der talentiertesten deutschen Musiker im elektronischen Bereich. Ich bin auch ein Fan von seinem Material […] Ich bin sehr geehrt, dass er durch meine Musik inspiriert wird.“

Auch außerhalb der Szene fand Larsens Musik Beachtung: Dino Cazares, Gitarrist der Groove-Metal-Band Fear Factory, ließ sich 1993 bei der Veröffentlichung der EP „Fear Is the Mindkiller“ von der Presse mit einem Leæther-Strip-T-Shirt („Object V“-Covermotiv) ablichten.
Larsen unterstützte und entdeckte zudem verschiedene Newcomer-Bands der 1990er, darunter Digital Factor, denen er einen Vertrag mit Hard Records in Dänemark ermöglichte, und Seven Trees, deren Debüt anschließend bei Zoth Ommog erschien.

## Seitenprojekte

### Klutæ
Klutæ ist ein 1991 nach der ersten Deutschland-Tour gegründetes Nebenprojekt, mit dem sich Claus Larsen überwiegend dem Crossover- und Industrial-Metal-Trend widmete. Unter anderem samplete er dafür ein Riff der Metal-Band Anthrax, so zum Beispiel in Nothing to Hide. Die erste Maxi „Explicit“ erschien noch im selben Jahr. Das nachfolgende Album „Excluded“ verkaufte sich in den USA sogar besser als die Werke von Leæther Strip. Es ist zudem das einzige Album Larsens, das auch an Alfa Records in Japan lizenziert wurde. 1995 kam die zunächst letzte Veröffentlichung „Excel“ heraus. Erst nach der Reaktivierung von Leæther Strip im Jahr 2005 erschien regelmäßig auch neues Material von Klutæ.

### Sonstige
- CLAUStrophobia
- Phobia
- Sun Glory (zusammen mit Martin Nielsen)
- Synergy (zusammen mit Martin Nielsen)

Alle vier Projekte waren kurzlebige Experimente, mit denen sich Claus Larsen zwischen 1995 und 1997 an Techno und Psychedelic Trance versuchte. Nur wenige Tracks erschienen auf Rave- und Goa-Samplern. Die einzige reguläre Veröffentlichung ist die Single „Deepthought“ von Synergy, die 1995 auf dem deutschen Label DMD erschien.

## Equipment (Auswahl)
Instrumente, mit denen Claus Larsen in den 1990er Jahren im „Strip Studio DK“ (seit 1993 Strip Farm DK) arbeitete, waren:
- Yamaha DX7 (Digitalsynthesizer)
- Yamaha TG77 (Digitalsynthesizer)
- Kawai K3m (Hybrid-Synthesizer)
- Oberheim Matrix 6 (Analogsynthesizer)
- Moog Source (Analogsynthesizer)
- Roland SH-101 (Analogsynthesizer)
- Roland S-550 (12-Bit-Sampler)
- AKAI s950 (12-Bit-Sampler)
- E-MU Systems Emax HD (Digitales Sampling-Keyboard)
- BOSS Pro SE-50 (Stereo-Multieffekt-Prozessor)

## Diskografie

### Demos
- 1989 - The Pleasure of Penetration (MC)

### Alben
- 1990 - The Pleasure of Penetration (LP / CD)
- 1992 - Solitary Confinement (LP / CD)
- 1993 - Underneath the Laughter (CD)
- 1994 - Serenade for the Dead (CD)
- 1995 - Legacy of Hate and Lust (CD)
- 1996 - The Rebirth of Agony (CD)
- 1997 - Self-inflicted (CD)
- 2005 - After the Devastation (2 CD / Box)
- 2007 - The Giant Minutes to the Dawn (CD / 2 CD)
- 2008 - Civil Disobedience (2 CD / Box)
- 2009 - Ængelmaker (2 CD / Box)
- 2010 - Mental Slavery (3-CD-Box)
- 2010 - Seasons Change - I Don’t (LP)
- 2010 - Dark Passages + Seasons Change - I Don’t (2 CD)
- 2010 - Mental Recovery (MP3)
- 2011 - Untold Stories : The Melancholic Sessions (self-release)
- 2013 - Serenade for the Dead II (CD)
- 2014 - Æscapism (CD)
- 2016 - Spaectator (CD, MP3)
- 2017 - 50 (CD)
- 2018 – Æppreciation II (CD)

### Singles / Maxis
- 1989 - Japanese Bodies (12")
- 1990 - Aspects of Aggression (12" / MCD)
- 1991 - Object V (12" / MCD)
- 1992 - Yes, I’m Limited (MCD)
- 1994 - Positive Depression (MCD)
- 1997 - Yes, I’m Limited Vol. II (CD)
- 2000 - Carry Me (MCD)
- 2008 - Diægnosis (Download)
- 2009 - Power Strip (12")
- 2009 - It’s Who I Am (Download)
- 2010 - The Bears Aren’t Sleeping Tonight (CDr)
- 2011 - Sex Dwarf (7" + 3"CD)

### EPs / Mini-Alben
- 1990 - Science for the Satanic Citizen (MLP / CD)
- 1992 - Material (12" / CD)
- 1997 - Anal Cabaret: A Tribute to Soft Cell (CD)
- 2005 - Suicide Bombers (CD)
- 2006 - Fætish (CD / Box)
- 2006 - Walking on Volcanos (CD)
- 2008 - When Blood Runs Dark (Download)
- 2009 - Hærværk (CD)

### Kompilationen
- 1992 - Penetrate the Satanic Citizen (CD)
- 1993 - Fit for Flogging (CD)
- 1995 - Double or Nothing (2 CD)
- 1995 - Getting Away With Murder: Murders from 1982 to 1995 (CD, Ras Dva Fanclub-Release)
- 1996 - Best of Leæther Strip (CD)
- 1997 - Retrospective (CD)
- 1998 - Yes, I’m Limited Vol. III (2 CD)
- 2005 - Satanic Reasons: The Very Best of (2 CD)
- 2007 - Retention No. 1 (2 CD)
- 2008 - Retention No. 2 (2 CD)
- 2010 - Yes, I’m Limited Vol. V (2 CD)
- 2010 - Retention No. 3 (2 CD)

### Sondereditionen
- 2006 - After the Devastation (Limited 3 CD Special Bag Edition)

Limited Edition des Doppelalbums beinhaltet: "After the Devastation" Limited Edition 3-CD-Box-Set, "Evacuate or Die", Double Sided Printed T-Shirt, Poster and Deluxe Bag, Matri-X-traX Chapter I
- 2006 - Fætish (Limited 2 CD-Box)

Auf 2000 Kopien limitierte Editionen: "Hælloween" 5-Stück EP, extra-Zugaben: Kondom, Buttons, Postkarten und ein Booklet voll mit Leæther Strip-Fan-Artwork.
- 2008 - When Blood Runs Dark

Exklusives Download-Album mit Remixen des Albums "The Giant Minutes to the Dawn"
- 2009 Diægnosis

Exklusive Download-EP
- 2009 Ængelmaker (Limited 3-CD-Box)

Limited Edition des Doppelalbums mit Bonus-CD "Yes I’m Limited IV".
- 2010 Mental Slavery (Limited 3-CD-Box)

Limited Edition des Doppelalbums mit Bonus-CD "Mental Disturbance" und Download-Code für Remixalbum "Mental Recovery"

### Videos
- Leæther Strip Part II (Clip)
- Evil Speaks (Clip)
- No Rest for the Wicked (Clip)
- Confinement Tour 1992 (Live-Mitschnitt)